# Riikka Pulkkinen
Riikka Pulkkinen (née le 8 juillet 1980 à Tampere) est une écrivaine finlandaise.

## Biographie
Riikka Pulkkinen passe sa jeunesse à Oulu avec son père juriste et sa mère médecin.
La jeune Riikka Pulkkinen pratique l'athlétisme et particulièrement le 800 m et le 1 500 m.
Elle court sous la bannière de l'Oulun Pyrintö (fi).
Pulkkinen prépare son baccalauréat au Lycée de Kastelli,.
Elle commence à étudier la littérature comparée à l'université d'Oulu mais au bout d'un an elle étudie la philosophie théorique (fi) et la Littérature comparée à l'université d'Helsinki.
Riikka Pulkkinen et son époux Erkki Perälä (fi) vivent à Helsinki avec leur fille née en 2013.

## Ouvrages

### Romans
- (fi) Raja, Helsinki, Gummerus, 2006 (ISBN 951-20-7280-7)
- (fi) Totta, Helsinki, Éditions Otava, 2010 (ISBN 978-951-1-22965-0)
- (fi) Vieras, Helsinki, Éditions Otava, 2012 (ISBN 978-951-1-25640-3)
- (fi) Iiris Lempivaaran levoton ja painava sydän, Helsinki, Éditions Otava, 2014 (ISBN 978-951-1-27833-7)
- (fi) Paras mahdollinen maailma, Helsinki, Otava, 2016 (ISBN 978-951-1-29892-2)

### autres écrits
- (fi) Kehä (recueil de nouvelles), WSOY, 2007

### Ouvrages traduits en français
- (fi) Riikka Pulkkinen (trad. du finnois par Claire Saint-Germain), L'armoire des robes oubliées : roman [« Totta »], Paris, Albin Michel, 2012, 400 p. (ISBN 978-2-226-23840-5)

## Prix
- 2007, Prix Kaarle